# NASCAR 98
NASCAR 98 es un videojuego simulador de carreras desarrollado por Stormfront Studios, publicado por EA Sports, y lanzado en 1997 para PlayStation y Sega Saturn. Este fue el primer juego de la serie EA Sports NASCAR.

## Jugabilidad
La versión original (edición que no es de coleccionista) incluye 24 autos y pilotos de NASCAR, incluidos Jeff Gordon, Dale Earnhardt, Mark Martin, Dale Jarrett, Rusty Wallace, John Andretti y Terry Labonte; 10 pistas oficiales de NASCAR, incluidas Charlotte Motor Speedway, Bristol Motor Speedway y la entonces Sears Point International Speedway, la pista corta en el Suzuka Japón , y seis circuitos de fantasía y configuraciones detalladas de autos. Un jugador puede correr con los 24 autos o dos jugadores pueden correr con 8 autos en la pista. Hay modos de juego de una sola carrera y temporada de campeonato, y la configuración del juego permite al jugador competir con diferentes niveles de duración de carrera, dificultad de IA y realismo, entre otras configuraciones. La IA no entra en boxes durante las carreras largas.
Atlanta Motor Speedway todavía usa su diseño de 1996, a pesar de haber sido modificado para 1997.

### Características

#### Repetición instantánea
NASCAR 98 incluye una función de repetición instantánea, que permite al usuario ver la carrera hasta unos 30 segundos antes de que se detuviera la acción. Se puede observar desde cualquiera de varios ángulos. Los autos que no son usuarios no se pueden enfocar en las repeticiones instantáneas.

#### Daños, accidentes y precauciones
NASCAR 98 tiene un sistema de daño limitado. Partes del automóvil parecen abollarse hacia adentro después del contacto, pero por lo demás nada cambia gráficamente. Un impacto lo suficientemente fuerte podría provocar una falla mecánica, o una llanta en la región golpeada con más fuerza podría soltarse del automóvil. Los autos de IA se detienen inmediatamente después del contacto, mientras que los autos de los usuarios dejan de acelerar hasta que reducen la velocidad hasta casi detenerse o hacen contacto con una pared u otro auto. El daño aleatorio sin contacto consiste en una falla del motor, en la que sale humo blanco por detrás del coche de la IA, que reduce la velocidad y tira hacia el interior de la pista, en dirección al pit lane. Los coches de los usuarios no pueden explotar un motor.
Los automóviles pueden volcarse, pero solo después del contacto con otro automóvil y luego solo por detrás. Un automóvil se retira de la carrera poco después de un vuelco de la misma manera que lo haría después de perder un neumático.
Una bandera de precaución aparece después de que un auto de IA se retira de la carrera. Aparece una grúa azul frente al automóvil averiado y el campo se junta en una línea lo suficientemente larga para que todos los automóviles se alineen. Entrar bajo bandera amarilla no es una opción, y la mayoría de las banderas amarillas no duran una vuelta entera excepto en Bristol.

#### Perfiles de conductor
En el menú principal, hay una opción para ver un pequeño perfil de cada piloto, con una pequeña imagen del piloto, una pequeña versión giratoria de su coche, una breve biografía y las estadísticas de ese usuario para competir con ese piloto.

## Edición de coleccionistas
Para conmemorar el 50 aniversario de NASCAR, una edición de coleccionista para PlayStation con una nueva portada que presenta una imagen en blanco y negro de uno de los Dodge Charger de tercera generación (1971-1974) de Richard Petty compitiendo con los autos modernos de 1998 del día. Las adiciones al juego incluyeron al 'Rey de NASCAR' Richard Petty en su auto n.º 43 de marca registrada y Darlington Raceway, la súper pista de carreras original. El juego también vino con un llavero del 50 aniversario de NASCAR.

## Recepción
NASCAR 98 recibió críticas en su mayoría positivas, y los críticos elogiaron el manejo auténtico, multiplayer mode, gráficos suaves y detallados, y el uso integral de las licencias de NASCAR, con autos, pilotos, pistas y patrocinios del mundo real. Glenn Rubenstein de GameSpot estaba particularmente complacido con la mayor cantidad de autos y pistas relativamente pequeñas, que en conjunto aseguran que el jugador esté constantemente compitiendo por un lugar. IGN declaró que "Con una velocidad de fotogramas suave y muy poca atracción, NASCAR 98 se ve y se mueve casi sin problemas. Incluso con una pista llena de gente, el juego se mueve como una mantequilla". Algunos advirtieron que el juego atraería solo a los fanáticos de la simulación y que el jugador promedio se divertiría más con un juego de carreras de estilo arcade. Sin embargo, Kelly Rickards dijo en Electronic Gaming Monthly, "No tienes que ser fanático de NASCAR para disfrutar de este juego. No sigo el deporte, pero puedo apreciar todo lo bueno que EA hizo con este juego". GamePro le dio a la versión de PlayStation un 4.5 de 5 en gráficos y sonido y un 5.0 perfecto en control y factor de diversión, y comentó: "La popularidad de las carreras de NASCAR se ha multiplicado; ahora solo rivaliza con NFL, y la poderosa combinación de este juego de gráficos elegantes, características detalladas y acción de aplastar guardabarros satisfará a cualquier aficionado serio a las carreras".
Las críticas para el port de Saturn fueron algo menos favorables que las del original de PlayStation debido a la ventana emergente prominente y otras diferencias gráficas. La mayoría sintió que el juego todavía era lo suficientemente bueno como para recomendarlo a los propietarios de Saturn. Sega Saturn Magazine fue una excepción; Además, citando texturas granulosas y los bordes llamativos de la conversión PAL y una velocidad más lenta, lo recomendaron provisionalmente solo para los amantes de la simulación. En cambio, GamePro argumentó: "Si tienes ambos sistemas, PlayStation 'NASCAR '98' supera fácilmente a la versión de Saturn. Pero en una temporada en la que los títulos de Saturn son pocos y distantes entre sí, NASCAR es una compra sólida para los corredores de Sega. buscando nuevas pistas para conquistar". Le dieron 3.5 en sonido y 4.0 en gráficos, control y diversión.
En Japón, donde el juego fue portado y publicado por Electronic Arts Victor el 19 de marzo de 1998, Famitsu le dio una puntuación de 24 sobre 40.
NASCAR 98 fue subcampeón de "Juego de carreras del año" (detrás de Diddy Kong Racing) en los Editors' Choice Awards de 1997 de Electronic Gaming Monthly.